# Армія «Прусси»

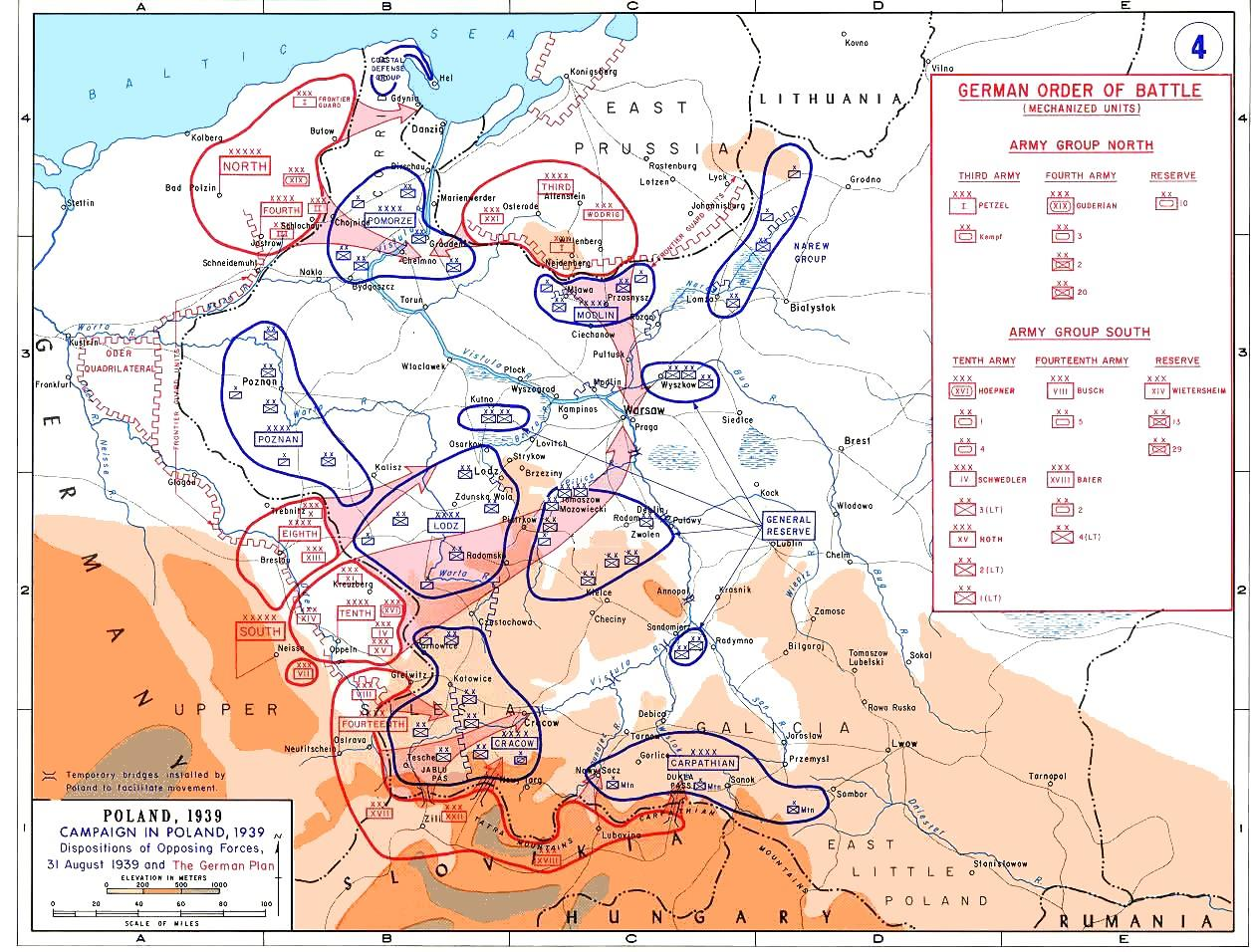
Розстановка польських та німецьких сил на момент початку Другої світової війни

Армія «Лодзь» (пол. Armia "Prusy") — армія Польщі, яка воювала проти німецьких військ під час Польської кампанії вермахту в 1939 році.
Створена в червні 1939 в ході прихованого мобілізаційного розгортання польських військ на основі мобілізаційного плану «W» від квітня 1938. Перший командувач: дивізійний генерал Стефан Домб-Бернацький.
У разі війни армія повинна була формуватися з частин, мобілізованих в другу і третю чергу, поки армії прикриття ведуть стримуючі бої на кордоні. Після формування мала взаємодіяти з арміями «Лодзь» і «Краків», відповідно і формувалася армія двома групами: північна — в тилу армії «Лодзь», південна — в тилу армії «Краків».